# Сонянка багнолиста
Сонянка багнолиста (Helianthemum ledifolium) — вид квіткових рослин родини чистових (Cistaceae).

## Біоморфологічна характеристика
Це прямовисний однорічник до 60 см заввишки. Листки довгасті, 1–5 x 0.4–1.2 см. Квітки поодинокі в залистнених китицях або в довгих, нещільних, іноді розгалужених суцвіттях по 5–10 квіток на осі. Чашолистки загострені. Коробочки 4–12 мм.

## Поширення
Росте на півдні Європі, півночі Африки, заході Азії.
В Україні вид росте на сухих кам'янистих і трав'янистих гірських схилах, у чагарниках — у гірському Криму, рідко (на Карабі-яйлі, в ок. смт Судака, на масиві Карадаг)